# Маннегиши
Маннегиши (англ. Mannegishi) (В единственном числе то же самое) - это раса трикстеров в фольклоре Кроу и Кри.

## В фольклоре Кри
Маннегиши — это раса трикстеров.  Вероятно, они связаны с мемегвеси оджибвского происхождения. Они выглядят как лысые гуманоиды с большими выпуклыми красивыми глазами и крошечными загорелыми телами. Говорят, что эти люди живут между скалами на порогах. 
Одно из их удовольствий — вылазить из-за скал и переворачивать каноэ людей, плывущих по порогам, вращая их до смерти.

## В мифологии Кроу
Маннегиши — лысые лилипуты с большими, объёмными, красивыми глазами и маленькими, коричневыми телами. Их поведение схоже с поведением эльфов или фей в народных английских верованиях. 

## Популярность
Maннегиши привлекли интерес в последние годы из-за его возможных криптозоологических связей. Некоторые считают, что Доверский демон представляет собой современного Маннегиши.